# Tahir Salahov

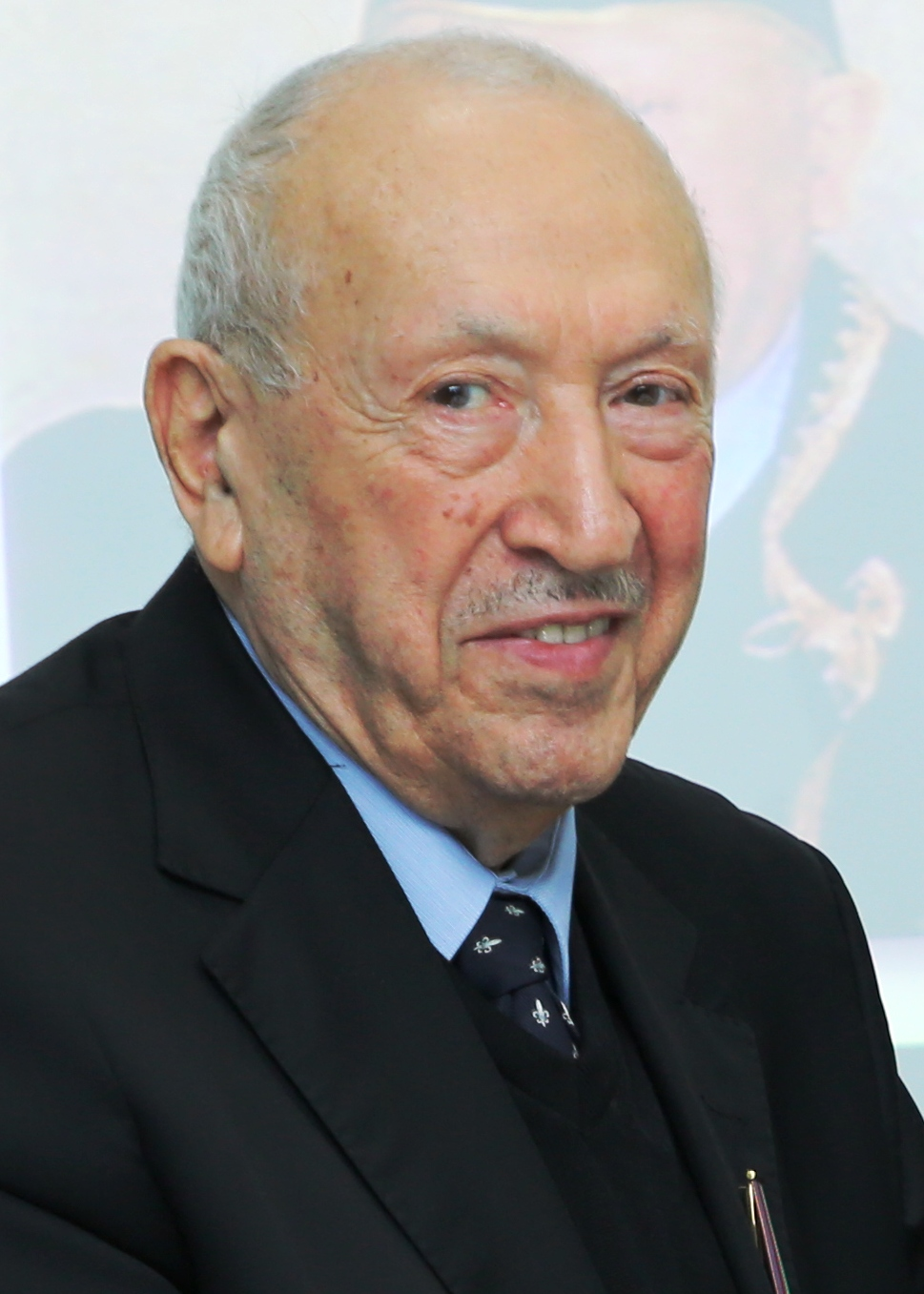
Tahir Salahov im Jahr 2018

Tahir Teymur oğlu Salahov (* 29. November 1928 in Baku, Aserbaidschanische Sozialistische Sowjetrepublik Sowjetunion, heute Aserbaidschan; † 21. Mai 2021 in Berlin) war ein sowjetischer und aserbaidschanischer Maler und Hochschullehrer am Aserbaidschanischen Staatlichen Institut für Kunst und am Moskauer Kunstinstitut Surikow. Er war von 1997 bis zu seinem Tod Vizepräsident der Russischen Akademie der Künste.

## Biografie
Tahir Salahov wurde am 29. November 1928 in Baku in die Familie des Arbeiters Teymur Salahov (* 1898) und seiner Frau Sona (* 1901) geboren. Der Vater war von 1930 bis 1937 erster Sekretär der kommunistischen Partei in Lachin. Tahir Salahov wuchs mit vier Geschwistern auf, von denen der älteste Bruder Designer wurde und der zweite Bruder als Kalligraph für ein Filmstudio arbeitete.
Salahov Vater wurde 1937 vom NKVD, dem Vorgänger des KGB, verhaftet und erschossen. Die Familie lebte ab diesem Zeitpunkt als Angehörige eines „Volksfeindes“ isoliert und in ärmlichen Verhältnissen. Erst 1956 wurde die Anklage gegen Teymur Salahov wegen „fehlender Beweise“ fallengelassen.
Ab 1944 besuchte Salahov die Azim-Azimzade-Kunstschule in Baku. 1951 wechselte er an das Surikov Kunstinstitut in Moskau. Als Unterrichtsprinzip der Akademie galt die offizielle stalinistische Doktrin des Sozialistischen Realismus. Während des Studiums in Moskau arbeitete er zu Studienzwecken im Atelier des Landschaftsmalers Pjotr Pokarschewski (1889–1968).
Das Gemälde The Shift is Over, das Salahov als Examensarbeit einreichte, wurde 1957 in Moskau ausgestellt und mit Beifall aufgenommen. Allerdings zeichnet sich in diesem Bild bereits seine Abkehr von einer plakativen Stilisierung sowie der Heroisierung und Verklärung der Arbeitswelt ab, wie es die stalinistische Kunstpolitik verlangte, zu Gunsten einer realistischen Darstellung von Landschaft, Atmosphäre und Menschen.
Salahov zählte mit anderen Absolventen des Surikow-Instituts zu den Protagonisten des „Strengen Stils“ (auch severe style), die Arbeiter und Arbeitswelt, Industrie- und Stadtlandschaften realistisch, ungeschönt und nicht romantisierend darstellen wollten, wie es die offizielle Kunstpolitik erwartete.
Zu den Pionieren dieser neuen Kunstrichtungen zählten auch Künstler wie Geli Korzhev (1925–2012), Viktor Popkov (1932–1976), Pavel Nikonov (* 1930) oder Pjotr Ossovski (* 1925), die einerseits die moderne Kunst des Westens im Blick hatten und sich andererseits wieder auf die nachrevolutionäre Kunst Russlands in den 1920er Jahren, auf die Suprematisten und die Konstruktivisten besannen. In der Folge des „Tauwetters“ unter Chruschtschow gelangte die verfemte und verbotene Kunst des Westens in die Sowjetunion, wurde von den Künstlern rezipiert und fand ihren Niederschlag in ihren Kunstwerken. 1976 nahm Salahov an der Biennale von Venedig teil.
Nach der Perestroika war Salahov in den 1980er und frühen 1990er Jahren aktiv bei der Organisation von Ausstellungen beteiligt, in denen dem russischen Publikum in Moskau und St. Petersburg westliche Künstler vorgestellt wurden. Dazu zählten beispielsweise Francis Bacon, Gilbert & George, Jasper Johns, Jannis Kounellis, Giorgio Morandi, LeRoy Neiman, James Rosenquist, Jean Tinguely, Günther Uecker und nicht zuletzt Robert Rauschenberg. Salahov war mit Rauschenberg persönlich befreundet und malte 2004 sein Porträt.
Andererseits konnte Salahov als hoher Kunst- und Kulturfunktionär Ausstellungen junger russischer Künstler in den USA organisatorisch und finanziell tatkräftig unterstützen.

## Ämter und Mitgliedschaften
In der Zeit von 1963 bis 1974 lehrte er am Aserbaidschanischen Staatlichen Institut für Kunst, zuerst als außerordentlicher Professor, ab 1973 als Professor und ab 1975 am Moskauer Kunstinstitut. Salahov gehörte bald zu den bedeutenden Künstlern der der „Tauwetterzeit“ und zu einem der Begründer und Führer des sogenannten „strengen Stils“ in der Malerei, der den geglätteten Realismus der Stalinzeit herausforderte.
Im Jahr 1964 wurde er Mitglied der KPdSU, in den Jahren 1990/91 war er Mitglied des Zentralkomitees der Kommunistischen Partei der Sowjetunion. Außerdem war er Delegierter des XXIII-XXVIII Kongresses der KPdSU. Er war Stellvertreter des Obersten Sowjets der UdSSR (1966–1974), Stellvertreter des Obersten Sowjets der Aserbaidschanischen SSR (1963–1967) und Stellvertreter des Obersten Sowjets der RSFSR.
In den Jahren 1984 bis 1992 leitete er die Abteilung für Malerei und Komposition am Moskauer Kunstinstitut Surikow. Er arbeitete als Exekutivsekretär des Künstlerverbandes Aserbaidschan (1960/61), war Vorsitzender des Vorstandes von 1972 bis 1974, sowie Erster Sekretär des Vorstands des Künstlerverbandes der UdSSR (1973–1992).
Seit 1975 war er Mitglied der Akademie der Künste der UdSSR (korrespondierendes Mitglied seit 1966), 1979 Mitglied des Präsidiums der Akademie der Künste der UdSSR und seit 1997 Vizepräsident der Russischen Akademie der Künste.
Seit 1979 war er Akademiker-Sekretär der Abteilung Malerei und Mitglied des Präsidiums der Russischen Akademie der Künste (bis Mai 1992 – Akademie der Künste der UdSSR); 1997 wurde er zum Vizepräsidenten Akademie gewählt. Außerdem war er seit 1993 Mitglied der Akademie der Schönen Künste von Aserbaidschan und seit 1998 ordentliches Mitglied der Akademie der Künste der Kirgisischen Republik.
Er war Stellvertretender Vorsitzender der Kammer für Wissenschaft, Bildung und Kultur, Vorsitzender der Kommission für die Beziehungen zu kreativen Gewerkschaften im Politischen Beirat des Präsidenten der Russischen Föderation (1996) und Mitglied des Komitees für den Lenin- und Staatspreis der UdSSR im Bereich Literatur, Kunst und Architektur beim Ministerrat der UdSSR (1976–1989).

## Museum
Im Wohnhaus Salahovs in Baku wurde 2013 ein Museum eingerichtet. Den Grundstock der Sammlung bilden 735 Werke aus einer Schenkung Salahovs. Außerdem gibt es ein Fotoarchiv, eine Sammlung von Teppichen und eine von persönlichen Gegenständen. Im 3. Stock des Hauses befindet sich das Atelier des Künstlers.

## Auszeichnungen und Ehrungen

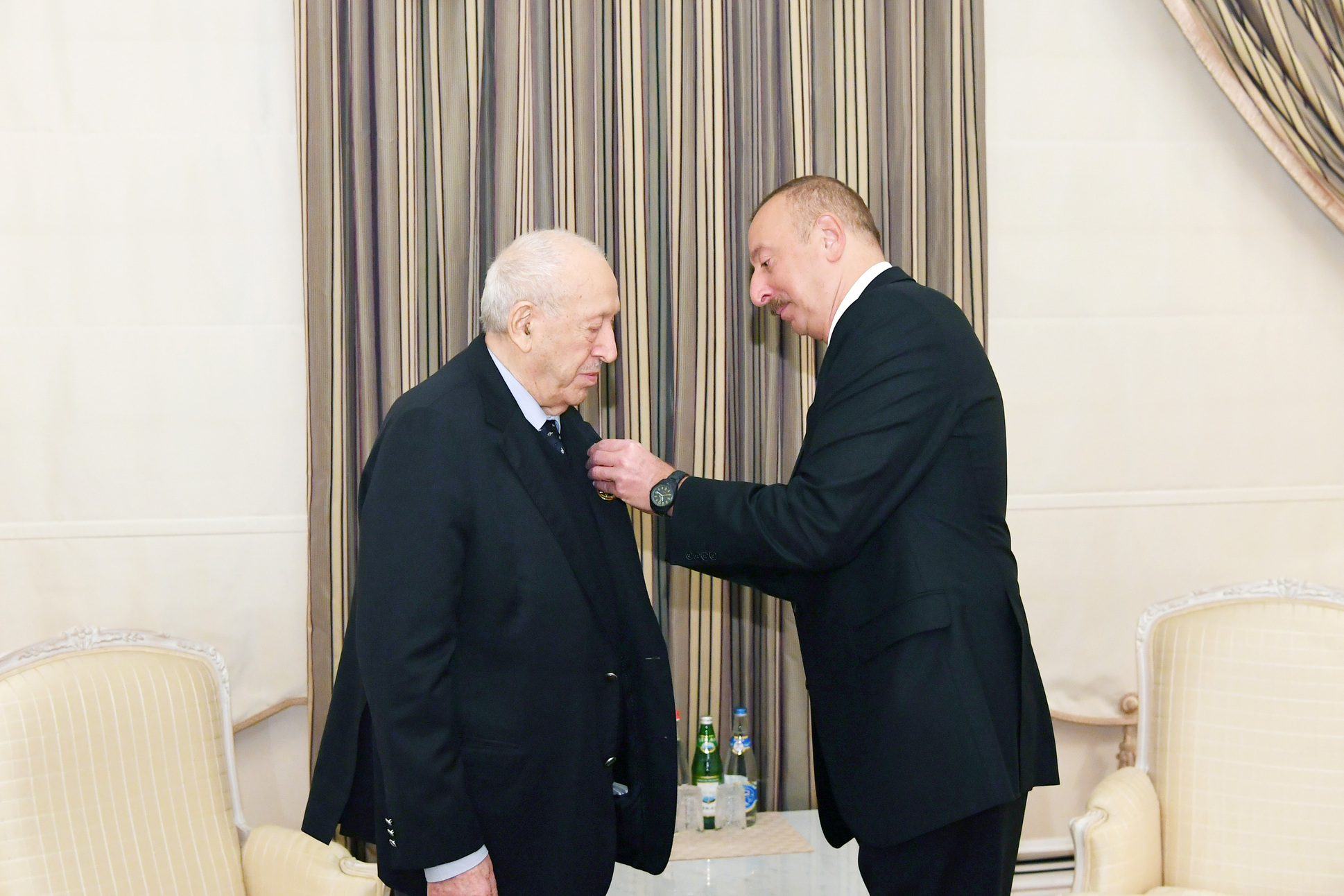
Der aserbaidschanische Präsident İlham Əliyev überreicht dem Volkskünstler der UdSSR, dem Akademiemitglied Tair Salakhov, den Arbeitsorden 1. Grades. Baku, 2018

- Held der sozialistischen Arbeit (24. Februar 1989) – für große Verdienste um die Entwicklung der sowjetischen bildenden Künste und fruchtbare soziale Aktivitäten[10];
- Volkskünstler der UdSSR (28. April 1973) – für große Leistungen in der Entwicklung der sowjetischen bildenden Künste[11];
- Volkskünstler der Aserbaidschanischen SSR (12. April 1963) – für Verdienste um die Entwicklung der aserbaidschanischen sowjetischen bildenden Künste;
- Verdienter Künstler der Aserbaidschanischen SSR (1. September 1962) – für Verdienste um die Entwicklung der aserbaidschanischen sowjetischen schönen Künste;
- Volkskünstler der Russischen Föderation (2. Mai 1996) – für große Verdienste im Bereich der Kunst[12];
- Leninorden (24. Februar 1989) – für große Verdienste um die Entwicklung der sowjetischen bildenden Künste und fruchtbare soziale Aktivitäten;
- Orden der Oktoberrevolution (23. März 1976) – für Verdienste um die Entwicklung der sowjetischen Wissenschaft, öffentlichen Bildung, Kultur, bei der *Verbesserung des Dienstes für die Bevölkerung und die Erfolge bei der Erfüllung der Aufgaben des neunten Fünfjahresplans;
- Orden des Roten Banners der Arbeit (2. Juli 1971) – für die großen Erfolge bei der Erfüllung der Aufgaben des Fünfjahresplans;
- Orden der Völkerfreundschaft (1981)
- 1982: Ehrenpräsident der Internationalen Vereinigung der Bildenden Künste der UNESCO
- 1983: Ehrenmitglied des Künstlerbundes der DDR
- 1983: Ehrenmitglied der Österreichischen Gesellschaft für Bildende Kunst
- 1985: Ehrenmitglied der Föderation für Kultur und Bildung des Staates Montana
- 2011: Mitglied der Europäischen Akademie der Künste und Wissenschaften (2011)
- 1987: Mitglied der Französischen Akademie der Künste (1987)
- 1988: Korrespondierendes Mitglied der Königlichen Akademie der Schönen Künste von San Fernando in Madrid

## Ausstellungen (Auswahl)
- 1979: Tahir Salakhov. Gekkosy Gallery, Tokio
- 2009: Tahir Salakhov. Yekaterina, Cultural Forum, Moskau[13]
- 2010: Tair Salakhov @ Sothebys. Sotheby’s, London; Ausstellung innerhalb des Buta Festival of Azerbaijani Arts[14]
- 2013: Tahir Salakhov., Moskow Museum of Modern Art, Moskau; Heydar Aliyev Center, Baku
- 2016: Tahir Salakhov. The Sun in the Zenith. Tretjakow-Galerie, Moskau[15]
- 2021: Tair Salahov, Tretjakow-Galerie[16]